# Полянская, Ирина Валерьевна
Ирина Валерьевна Полянская (род. 25 января 1988, Егорьевск, Московская область) — российская спортсменка, призёр чемпионата России по вольной борьбе, мастер спорта России. Родилась и живёт в Егорьевске. Выступала за клуб Минобрнаука (Московская область). Ушла из большого спорта.

## Спортивные результаты
- Чемпионат России по женской борьбе 2009 года — ;